# Lenino-Druhe, Oleksandria
Lenino-Druhe (în ucraineană Леніно-Друге) este un sat în comuna Dobronadiivka din raionul Oleksandria, regiunea Kirovohrad, Ucraina.

## Demografie
Componența lingvistică a localității Lenino-Druhe
     Ucraineană (98,48%)
     Alte limbi (1,52%)
Conform recensământului din 2001, majoritatea populației localității Lenino-Druhe era vorbitoare de ucraineană (98,48%), existând în minoritate și vorbitori de alte limbi.